# Mstislav Rostropovič
Mstislav Leopoljdovič Rostropovič (ruski: Мстисла́в Леопо́льдович Ростропо́вич; 27. ožujka 1927., Baku – 27. travnja 2007., Moskva) bio je sovjetski i ruski violončelist, jedan od najvećih u svijetu u drugoj polovici 20. stoljeća, i po njegovim izvedbama klasičnih i suvremenih djela.
Njegov susreti s glazbom su od ranog djetinjstva. Sviranje na glazbalima mu je jedna od najranijih životnih zanimacija. Klavir je najprvo glazbalo. Kasnije počinje učiti violončelo.
U kasnijoj dobi, kad je studirao na Moskovskom konzervatoriju, imao je za učitelja Dmitrija Šostakoviča.
U neglazbeničkom svijetu je bio poznat i po svojim suprotstavljanjima sovjetskim vlastima.
Njegov posljednji učenik bio je hrvatski glazbenik Stjepan Hauser.
S Rudolfom Serkinom dobio je nagradu Grammy.

## Vanjske poveznice
- Slike  Arhivirana inačica izvorne stranice od 30. kolovoza 2007. (Wayback Machine)